# Välfärdssjukdom
Välfärdssjukdomar är ett samlingsnamn för olika sjukdomar och tillstånd som har sitt ursprung i livsstilsfaktorer som till exempel hög konsumtion av alkohol, för mycket stillasittande och en för hög konsumtion av mat. Om man har denna typ av livsstil kan det leda till olika sjukdomar som hjärt- och kärlsjukdomar som hjärtinfarkt, stroke, högt blodtryck och blodproppar. Man kan också drabbas av diabetes, främst typ-2, och övervikt. Forskning har också påvisat att dessa välfärdssjukdomar kan leda till hjärnsjukdomar som Alzheimers sjukdom och depression. Det går att förebygga välfärdssjukdomarna genom att äta rätt, vara måttlig med alkoholkonsumtionen samt motionera.

## Referenslista
1. ↑  ”Sund.nu - Hjärt- och kärlsjukdomar  onödigt vanligt”. sund.nu. Arkiverad från originalet den 20 mars 2017. https://web.archive.org/web/20170320052721/http://sund.nu/docs/artikel.asp?art=199&tem=2. Läst 19 mars 2017.
2. ↑  ”Välfärdssjukdomar påverkar hjärnan”. Forskning & Framsteg. http://fof.se/tidning/2003/8/valfardssjukdomar-paverkar-hjarnan. Läst 19 mars 2017.